# Indojamaicanos
Los indojamaicanos o indojamaiquinos son los descendientes de personas que migraron desde el subcontinente indio a Jamaica, los cuales forman el tercer grupo étnico más grande de la isla, tras los afrojamaicanos y los jamaicanos mestizos. Sin embargo, debido a que la mayoría de los jamaicanos africanos-mixtos se autodeclaran como 'negros', se estima que la población de personas con ascendencia india parcial es mucho mayor. Junto con los chinos y los árabes, los indios representan a la comunidad asiática más amplia de la isla y han tenido un impacto significativo en su cultura.

## Historia
Debido al deterioro de las condiciones socioeconómicas en la India británica, más de 36.000 indios llegaron a la Colonia de Jamaica como trabajadores no abonados entre 1845 y 1917, principalmente del área de habla bhoshpuri y la región de Awadh y otros lugares del norte de la India. Una minoría significativa también provenía del sur de la India. Aproximadamente dos tercios de los trabajadores que llegaron permanecieron en la isla. La demanda de trabajo se produjo con el fin de la esclavitud y emancipación de los negros en 1830 y tras el fracaso en atraer trabajadores de Europa. Los trabajadores indios, que habían demostrado su valía en condiciones similares en Mauricio, fueron buscados por el gobierno británico de Jamaica, además de los trabajadores procedentes de China. En realidad, a los trabajadores indios se les pagaba menos que a los antiguos esclavos traídos de África Occidental. Esto, junto con las diferencias culturales y lingüísticas fundamentales y una tendencia a no mezclarse con la población local, hizo que tanto los africanos como los británicos los despreciaran. Los indios eran acosados con el término despectivo coolie (culí), en referencia a su condición de trabajadores. Inicialmente se ubicaron al final de la escala social. A pesar de tales dificultades, muchos indios en Jamaica han conservado su cultura y religiones como el hinduismo y el islam. Algunos indios se han casado con la población local de africanos, criollos, chinos, hispanos / latinos, árabes y europeos. Hoy en día, la población india de Jamaica de pura sangre son inmigrantes recientes o sus descendientes, puesto que los trabajadores originales contratados se han mezclado con la población local indios mixtos (douglas, chindios o angloindios).
El gobierno de la India británica alentó la mano de obra contratada y se establecieron depósitos de reclutamiento en Calcuta y Madrás, aunque a los agentes se les pagaba significativamente menos por recluta que por un trabajador europeo. La mayoría de los indios que firmaron contratos lo hicieron con la esperanza de regresar a la India con los frutos de su trabajo en lugar de tener la intención de emigrar de forma permanente. El gobierno de la India estableció un Protector de Inmigrantes en Jamaica, aunque esta oficina tendía a proteger los intereses de los empleadores más que de los trabajadores. Aunque técnicamente los trabajadores tenían que comparecer ante un magistrado y comprender completamente sus términos y condiciones, estos estaban escritos en inglés y muchos trabajadores, firmando solo con una huella digital, no comprendían la naturaleza de su servicio.
A mediados del siglo XX, un número menor de indios de las regiones de Sind, Guyarat, Kutch y Punyab llegaron a Jamaica no como trabajadores sino como comerciantes que realizaban negocios junto con inmigrantes chinos y árabes.

## Llegada a Jamaica
El primer barco que transportaba trabajadores de la India, el Maidstone, desembarcó en Old Harbour Bay en 1845. Llevaba a 200 hombres, 28 mujeres menores de 30 años y 33 niños menores de 12 años de varios pueblos y aldeas del norte de la India. El número de llegadas aumentó a 2.439 tres años después, momento en el que el gobierno indio detuvo el plan para examinar su funcionamiento. El programa se reanudó en 1859 y continuó hasta el estallido de la Primera Guerra Mundial, aunque en la década de 1870 las historias de las dificultades sufridas por los trabajadores indios contratados estaban causando inquietud en el subcontinente. El contrato de arrendamiento indio terminó en 1917 en el Caribe (Jamaica, Trinidad, San Vicente, Santa Lucía, Granada, San Cristóbal, Santa Cruz, Guadalupe, Martinica, Guayana Británica (ahora Guyana), Guayana Neerlandesa (ahora Surinam), Guayana Francesa y Belice.
Los trabajadores recibieron un uniforme, herramientas agrícolas y ollas de cocina a su llegada, se dividieron en grupos de 20 o 40 y se enviaron, primero en carretas de mulas y en años posteriores en trenes de carga abarrotados a las plantaciones en Portland, St. Thomas, St. Mary, Clarendon y Westmoreland. Aquí trabajarían por 1 chelín al día y vivirían en barracones rudimentarios, con varias familias que tenían que compartir una sola habitación. Se dedujeron dos chelines y seis peniques de su magro salario por el arroz, la harina, el pescado seco o la cabra, los guisantes y los condimentos que constituían sus raciones. Los niños recibieron la mitad de las raciones, pero se advirtió a los administradores de la plantación que trataran bien a los niños, y que teóricamente se realizaban chequeos médicos trimestrales. La abrumadora mayoría de los trabajadores inmigrantes eran hindúes, pero se hizo poca provisión para su fe y prácticas culturales. Las uniones no cristianas no fueron reconocidas hasta 1956 y muchas aceptaron el cristianismo y adoptaron nombres en inglés. A los indios de castas superiores se les prohibió emigrar al Caribe, por lo que muchos no dieron sus apellidos al embarcarse.
Las condiciones del contrato variaban entre uno y cinco años, y los trabajadores eran liberados si enfermaban o renunciaban a su contrato. No se les permitió salir de la plantación sin un permiso, bajo pena de multas o incluso de prisión. Muchos de los trabajadores y sus familias padecían frambesia, anquilostomas y malaria.

## Apellidos
Los trabajadores contratados originales que llegaron a Jamaica entre mediados y finales del siglo XIX en su mayoría no tenían apellidos en la India. Una vez que llegaron a Jamaica, con el fin de asimilarse más fácilmente en la sociedad jamaicana, a menudo tomaron apellidos de origen anglo / británico debido a que eran la mayoría en el país. Sin embargo, algunas familias tomaron los nombres de las aldeas de las que procedían en la India y también se utilizó su único nombre como apellido para sus hijos. No fue hasta que los comerciantes y hombres de negocios posteriores inmigraron a principios del siglo XX que los nombres que suenan «más indios» se hicieron más comunes. Algunos apellidos indios jamaicanos incluyen Mangaroo, Babooram, Partab (Pratap), Bhoorasingh, Mykoo, Maragh, Singh, Bandoo, Kissoon, Rambaran y Lala.

## Asentamiento y repatriación
Aunque la mayoría de los trabajadores planeaban originalmente regresar a la India, los plantadores presionaron al gobierno para que les permitiera quedarse y sufragar los costos de asentamiento, en gran parte para ahorrar en los costos de regresarlos al subcontinente indio. El dinero y la tierra se utilizaron como incentivos, y a los indios vencidos se les ofrecieron 10 o 12 acres (48 562,3 m²) de la tierra de la Corona. A menudo, la tierra era montañosa e infértil, por lo que muchos optaron por llevar el dinero en efectivo y, en 1877, las autoridades jamaicanas habían gastado cerca de £ 32.000.
Las concesiones monetarias se suspendieron en 1879, y las concesiones de tierras se detuvieron de 1897 a 1903 y se abandonaron en 1906, ya que había poca diferencia en los costos de repatriar a un trabajador (£ 15 por persona) y ofrecer concesiones de tierra de £ 12 por cabeza.
Tras 1899, los inmigrantes varones que buscaban la repatriación estaban obligados a pagar hasta la mitad de su pasaje y las mujeres inmigrantes hasta un tercio. Además, los inmigrantes debían pagar mantas y ropa de abrigo.

## Problemas para regresar
La falta de barcos disponibles para repatriar a los trabajadores fue otro factor para que muchos de ellos se quedaran. Los barcos se negaron a navegar si no estaban llenos y, en otras ocasiones, estaban suscritos en exceso, lo que provocó que los trabajadores vencidos durante algún tiempo se quedaran atrás. Durante la Primera Guerra Mundial, la guerra submarina alemana y la falta de barcos redujeron aún más el número de personas capaces de regresar. El Gobierno de la India no alentó el regreso de los trabajadores, ya que muchos estaban en la indigencia, estaban enfermos o habían perdido el contacto con su propia cultura.
El último grupo de inmigrantes indios contratados llegó a Jamaica en 1914 y los últimos repatriados se fueron en 1929 con la repatriación legal que finalizó en 1930. Después de 70 años de trabajo por contrato, más de la mitad de los indios que llegaron a Jamaica entre 1845 y 1916 se quedaron y la comunidad india de la isla se desarrolló y fortaleció. Muchos indios salieron de Jamaica a fines del siglo XIX para trabajar en el ferrocarril y el canal de Panamá, y como extrabajadores contratados para las plantaciones azucareras de Belice.
Los trabajadores indios cuidaron sus propios huertos después de que se realizaron los trabajos en las plantaciones para complementar su dieta. Introdujeron el tamarindo en la isla, además del cannabis y la pipa chílam. Se celebraron festivales hindúes como el Diwali, aunque muchos se hicieron cristianos con el tiempo. Gradualmente, los trabajadores dejaron las plantaciones para mudarse a Kingston y aceptaron trabajos que utilizaban mejor sus habilidades existentes y recién aprendidas. La comunidad india adoptó el inglés como su primer idioma y se convirtió en joyeros, pescadores, barberos y tenderos.

## Impacto en la cultura y la economía de Jamaica
En 2003, aproximadamente 70.000 indios vivían en Jamaica. A pesar de su pequeño número relativo, los indios han tenido un impacto enorme en su nación isleña adoptada, agregando varias contribuciones significativas a la cultura jamaicana. Mantienen sus propias organizaciones culturales que trabajan en beneficio de la comunidad india, mientras se asimilan a la comunidad jamaicana en general. La influencia del sistema de castas se ha atrofiado en gran medida y los matrimonios concertados ya no son comunes.
Las joyas indias, en forma de brazaletes de oro intrincadamente labrados, son comunes en Jamaica, y su fabricación y venta se remonta a la década de 1860. Durante la primera mitad del siglo XX, indios como los Jadusingh poseían varias joyerías en Kingston especializadas en oro puro de 18 kt.
Los alimentos tradicionales indios como el curry de cabra, la berenjena, el melón amargo, el quimbombó, el roti, el dal, el pilaf (arroz para cocinar) y el chutney se han convertido en parte de la cocina nacional. Los indios fueron el primer grupo en cultivar arroz en Jamaica, estableciendo el primer molino de arroz exitoso de la isla en la década de 1890. Además, dominaron la producción de hortalizas de la isla hasta finales de la década de 1940. Los indios introdujeron varios árboles y plantas en la isla, incluidos el ciruelo culí, el mango, el betel, la nuez de areca, la yaca (panapén) y el tamarindo.
Junto con el hinduismo y el islam sufí, la marihuana se introdujo en Jamaica desde la India, y fumarla es una tradición espiritual que los rastafaris han adoptado como un principio central de su estilo de vida (véase Cannabis en Jamaica).
En el pasado, todas las plantaciones de cada parroquia celebraban el Hosay, festival indomusulmán. Hoy ha sido rebautizado como Carnaval indio y es más conocido en Clarendon, donde se celebra cada agosto. El Diwali, un festival hindú relacionado con la cosecha de grano, el regreso del príncipe Rama después de 14 años en el exilio y la victoria del bien sobre el mal, se celebra desde finales de octubre hasta principios de noviembre en la noche más oscura del año.
Algunos indios pudieron comprar propiedades generosas como parte de los planes de asentamiento de tierras del gobierno durante la década de 1960. Los descendientes de los trabajadores inmigrantes han alcanzado un gran éxito en las actividades comerciales y profesionales, y han influido en los campos de la agricultura, la medicina, la política e incluso las carreras de caballos. Apellidos como Chatani, Chulani, Tewani, Mahtani, Daswani, Vaswani y Chandiram se han convertido en sinónimos de empresas manufactureras, mayoristas, minoristas y vinculadas, que emplean a miles de trabajadores.
En 1995, el Gobierno de Jamaica proclamó el 10 de mayo como el Día de la Herencia India en reconocimiento a la contribución de los indígenas al desarrollo social y económico del país. La llegada de los indios hace más de 170 años se conmemora en sellos.
El 1 de marzo de 1998 se formó el Consejo Nacional de Cultura India en Jamaica. Es la organización paraguas de asociaciones indias con la misión de preservar y promover la cultura india en la isla.

## Jamaicanos de ascendencia india

### Indojamaicanos célebres
- Shaun Bridgmohan, jockey, primer jamaiquino en el Derby de Kentucky
- Kamala Harris, senadora estadounidense por California y primera mujer vicepresidenta de los Estados Unidos
- Kamala-Jean Gopie, activista política
- Jean Lowrie-Chin, practicante de relaciones públicas
- Rajiv Maragh, jockey
- Johnny Mykoo, cantante de música chutney[10]

### Jamaicanos célebres de ascendencia india parcial
- Esther Anderson, actriz
- Sabrina Colie, actriz
- Five Star, grupo de R&B-pop
- Amy Ashwood Garvey, activista[11][12]
- Jamie Gunns, modelo
- Stuart Hall, académico cultural
- Lisa Hanna, Miss Mundo 1993, MP Saint Ann South Eastern
- Kamala Harris, senadora estadounidense y vicepresidenta electa
- Maya Harris, abogada y comentarista política
- Lester Holt, presentador de noticias y periodista estadounidense[13]
- Diana King, artista de R&B y dancehall
- Doreen Lawrence, activista y parlamentaria
- Marlene Malahoo Forte, procuradora general
- Yendi Phillipps, ganadora del certamen de belleza Miss Jamaica World
- Krishmar Santokie, jugador de críquet
- Toni-Ann Singh, Miss Mundo 2019
- Justine Skye, cantante de R&B
- Ed especial, rapero y productor
- Super Cat, artista de dancehall